# Bequaertinia
Bequaertinia is een geslacht van kevers uit de familie bladkevers (Chrysomelidae).
De wetenschappelijke naam van het geslacht werd in 1922 gepubliceerd door Laboissiere.

## Soorten
- Bequaertinia leontovitchi Laboissiere, 1940
- Bequaertinia nodicornis Laboissiere, 1922